# Koszta János
Koszta János (Sajószentpéter, 1959. március 18. –) magyar labdarúgó, kapus. A Videoton 1984–1985-ös idényben UEFA-kupa döntős csapatának egyik kapusa. A Váccal bajnokságot nyert, a BVSC színeiben bajnoki ezüstérmes lett. A válogatottban háromszor szerepelt.

## Pályafutása

### Klubcsapatban
13 évesen kezdte a labdarúgást a Borsodi Bányászban. 1977-ben már a felnőtt csapatban szerepelt. 1982–1983-as idényben sorkatonai szolgálatát töltötte a Honvéd Papp József SE csapatában. Innen került Székesfehérvárra 1983-ban. Első NB I-es mérkőzése 1984. szeptember 1-én a Videoton - Vasas találkozó volt, ahol csapata 3–1-re legyőzte a fővárosi klubot. Ebben az idényben két alkalommal védett UEFA-kupa mérkőzésen, ahol végül is a döntőig jutottak. Disztl Péter sérülése miatt az első két találkozón ő védett a Dukla Praha ellen és érintetlen maradt a kapuja.
1989 novemberében a külföldre igazolt Gelei Károly pótlására Vácra igazolt, ahol a csapat első számú kapusa lett. 1992-ben és 1993-ban ezüstérmesek lettek a bajnokságban és a rákövetkező idényben sikerült a bajnokság megnyerése is.  A Magyar kupában is többször jól szerepeltek, de a döntőben nem sikerült nyerniük, így három ezüstérmet szereztek: 1991-ben, 1992-ben és 1995-ben. Az 1994-es bajnoki győzelem mellé a szuperkupát is megszerezték.
1995-ben egy rövid hatvani kitérő után a BVSC-hez igazolt. Az első idényben meglepetésre a bajnokságban is és a kupában is másodikak lettek. A következő idényben csak a kupában sikerült újra a döntőbe jutniuk. 1999-ben itt fejezte be a professzionális labdarúgást.

### A válogatottban
1991 és 1994 között 3 alkalommal védte a válogatott kapuját. 1991. január 11-én India elleni győztes mérkőzésen lépett először pályára a nemzeti tizenegyben.

## Sikerei, díjai
Videoton SC
- Magyar bajnokság
  - 3.: 1984–1985
- UEFA-kupa
  - döntős: 1984–1985

Vác
- Magyar bajnokság
  - bajnok: 1993–1994
  - 2.: 1991–1992, 1992–1993
- Magyar Kupa
  - döntős: 1991, 1992, 1995
- Magyar szuperkupa
  - 2.: 1994

BVSC
- Magyar bajnokság
  - 2.: 1995–1996
- Magyar Kupa
  - döntős: 1996, 1997

## Statisztika

### Mérkőzései a válogatottban
| Magyarország | Magyarország     | Magyarország                     | Magyarország | Magyarország | Magyarország | Magyarország | Magyarország | Magyarország |
| #            | Dátum            | Helyszín                         | Hazai        | Eredmény     | Vendég       | Kiírás       | Gólok        | Esemény      |
| ------------ | ---------------- | -------------------------------- | ------------ | ------------ | ------------ | ------------ | ------------ | ------------ |
| 1.           | 1991. január 17. | Chandrasekharah, Nair Stadion    | India        | 1 – 2        | Magyarország | Nehru-kupa   | -            | 77'          |
| 2.           | 1994. április 6. | Szombathely, Rohonci úti stadion | Magyarország | 0 – 1        | Szlovénia    | barátságos   | -            | 46'          |
| 3.           | 1994. június 8.  | Brüsszel, Heysel Stadion         | Belgium      | 3 – 1        | Magyarország | barátságos   | -            | 72'          |
|              | Összesen         |                                  |              | 3            | mérkőzés     |              | 0            | gól          |